# Paralelo 89 S
O Paralelo 89 S é um paralelo no 89° grau a sul do plano equatorial terrestre. Atravessa terras da Antártida.

## Dimensões
Conforme o sistema geodésico WGS 84, no nível de latitude 89° S, um grau de longitude equivale a 1,95 km; a extensão total do paralelo é portanto 702 km, cerca de 1,75% da extensão do Equador, da qual esse paralelo dista 9.890 km, distando 112 km do polo sul.

## Cruzamentos
Como todos paralelos ao sul do Paralelo 84 S, o paralelo 89 S passa totalmente sobre terras na Antártica.